# Илија Вукићевић
Илија Вукићевић (Београд, 3. август 1866 — Београд, 5. март 1899) био је писац српског реализма. Оставио је иза себе 31 приповетку, седам бајки и две драме. Позната је његова збирка приповедака „Арнаутске слике“, а најспецифичнија приповетка је „Прича о селу Врачима и Сими Ступици“.

## Биографија
Рођен је у Београду, од оца Ивана Вукићевића, судије, и мајке Софије. Основну школу и гимназију учио је по разним местима у Србији, јер му је отац као државни чиновник често премештан. Завршио је студије природних наука на Великој школи у Београду 1888. године. Радио је као професор математике, земљописа и француског језика. Прва служба му је била у Врању и претпоставља се да је предавао великом јужњаку Бориславу Станковићу. Крајем 1893. постао је члан уредништва часописа „Дела”, а током 1894. је боравио у Швајцарској, у Женеви, ради усавршавања у струци. Оженио се Јованком Чолак Антић 1895. године и с њом добио сина Ивана. Брачна и породична срећа убрзо престаје, јер се Илија разболео од тешког нервног поремећаја и 1899. умро у 33. години живота.

## Књижевни рад
Још као студент почео је да објављује своја дела. Кратка хумореска „Патак” штампана је 1885. године, али без потписа аутора. У часопису „Стражилово”, који је уређивао књижевник Јован Грчић Миленко, 1887. године изашла је приповетка „Комшије” и то је прво дело штампано под Вукићевићевим именом.
Књижевни утицај на њега су извршили Лаза Лазаревић, Милован Глишић и Јанко Веселиновић. Код Вукићевића се реализам меша са фантастиком, гротеском, народном бајком, алегоријом и сатиром. Натуралистички мотиви, неправде, халуцинације, снови, ишчашења у породичним односима, психолошки поремећаји и сличне теме – најављују будуће српске реалисте: Симу Матавуља, Ива Ћипика, Борислава Станковића и Радоја Домановића.
Уређивао је „Дело” 1894. године

## Дела
Ово је потпун списак Вукићевићевих сачуваних и објављених књижевних дела.
I Приповетке и слике
1. „Патак” (хумореска)
2. „Комшије” (приповетка из сеоског живота у Србији)
3. „Све сам знаш” (приповетка из сеоског живота)
4. „Јемац” (приповетка из паланачког живота у Србији)
5. „Прво унуче”
6. „Под багреном” (приповетка из паланачког живота)
7. „Свој грех” (приповетка из паланачког живота)
8. „Кад није суђено” (слика из сеоског живота)
9. „Најбољи лов” (шала)
10. „Је ли жив?” (приповетка)
11. „Два растанка”
12. „Подсвојче” (приповетка из сеоског живота)
13. „Над гротлом” (слика из сеоског живота)
14. „Златна жица”
15. „У новој кући” (приповетка)
16. „На месечини” (слика из планине)
17. „Граничари”
18. „Неколико слика из живота једнога јунака”
19. „Под сунцем”
20. „Шкрбо и Фејзула”
21. „Мала погрешка”
22. „На стражи”
23. „Стика” (слика)
24. „Мишко убојица” (слика)
25. „Искушење” (слика)
26. „Горак хлеб” (слика)
27. „Рождество твоје” (слика)
28. „Прича о селу Врачима и Сими Ступици”
29. „Један борац” (слика)
30. „Како је Настас налбантин тражио и нашао срећу” (прича)
31. „Љута рана” (сличица са границе)

II Бајке
1. „Страшан сан”
2. „Лековит штап”
3. „Мала вила”
4. „Проклета лепота”
5. „Ђаво и девојка”
6. „Цар Горан”
7. „Срце”

III Драмски комади
1. „Срећа и људи” (шала у једном чину)
2. „Лепа була” (шала у једном чину)

## Референца
1. 1 2  Vukicevic, Ilija (27. 6. 2015). Najlepse price Ilije Vukicevica. CreateSpace Independent Publishing Platform. ISBN 978-1514724057.
2. ↑  „Бајковити реалиста Илија Вукићевић | Politikin Zabavnik”.